# Marcha del Orgullo LGBT de Kiev
La Marcha del Orgullo LGBT de Kiev es un evento realizado en la capital de Ucrania de manera regular desde 2013 y que busca reivindicar los derechos LGBT en el país.

## Historia
En septiembre de 2003, se celebró en Kiev el primer desfile del orgullo público, aunque fue pequeño. En mayo de 2008, a los grupos LGBT ucranianos se les impidió conmemorar el Día Internacional contra la Homofobia después de una intervención de último momento de las autoridades que dijeron a los organizadores que, debido a la probabilidad de fricciones, los eventos tendrían que cancelarse. Los católicos, los cristianos evangélicos, los adventistas del séptimo día, la Eparquía Cristiana y Bautista y la Unión de Iglesias Ortodoxas Independientes habían pedido a las autoridades locales que prohibieran cualquier acción por parte de los representantes de la diversidad sexual.
En mayo de 2012, los participantes cancelaron una marcha del orgullo gay en Kiev porque temían por su seguridad. Dos activistas por los derechos de los homosexuales fueron golpeados y atacados con gases lacrimógenos por un grupo de jóvenes después de que los asistentes al orgullo gay fueran evacuados por escoltas policiales.
El 23 de mayo de 2013, un tribunal ucraniano satisfizo una petición de las autoridades de la ciudad de Kiev para prohibir la celebración de cualquier evento, excepto los previstos en el programa para la celebración del Día de Kiev (en la parte central de la ciudad); al hacerlo, prohibió de facto la marcha del orgullo gay en Kiev que estaba prevista para el 25 de mayo. Luego, el evento del orgullo se cambió a "un evento privado fuera de la parte central de Kiev". En este día, en un camino estrecho cerca del Parque Pushkin y la estación de metro Shuliavska, unas 50 personas se reunieron y marcharon. Entre ellos, al menos 10 eran de Múnich (Alemania), incluido el vicealcalde Hep Monatzeder, y algunos eran de Suecia. Marcharon bajo la protección de 1500 policías, 13 de los cerca de 100 manifestantes anti-gay fueron arrestados y no hubo violencia física. Después de una hora, los manifestantes que participaron en el desfile fueron evacuados de la zona. En un intento por evitar los ataques de venganza, se cambiaron de ropa y cambiaron de modo de transporte varias veces.
Una procesión organizada por activistas por los derechos de los homosexuales tuvo lugar en el centro de Kiev el 11 de enero de 2014; en medio de las protestas del Euromaidán.
La marcha del orgullo gay de Kiev fue nuevamente cancelada el 5 de julio de 2014 después de que la policía no garantizara su protección. Habría sido una marcha pequeña y cerrada a varios kilómetros de Kiev. El movimiento Amor contra la Homosexualidad exigió su cancelación. El 7 de julio de 2014, el alcalde de Kiev, Vitali Klichkó, pidió cancelar el orgullo: "Creo que actualmente, cuando se llevan a cabo acciones de batalla y muere mucha gente, la celebración de eventos de entretenimiento no coincide con la situación existente. Y estoy instando a todas estas personas no hacer esto. Creo que esto estará mal en estas circunstancias". Las "acciones de batalla" a las que se refirió Klitschko fueron la ofensiva gubernamental posterior al alto el fuego de la Guerra del Dombás.

### Marchas desde 2015
El 6 de junio de 2015 se celebró en Kiev la segunda marcha del orgullo de Ucrania. El desfile terminó en menos de media hora. El número de protección policial superó con creces a los participantes del orgullo. El lugar de la marcha solo se reveló a los participantes de la marcha que se habían registrado en su sitio web. Durante la marcha, cinco policías resultaron heridos producto de una riña después de que personas no identificadas atacaran la manifestación con bombas de humo y piedras. Un oficial de policía fue ingresado en cuidados intensivos. 25 activistas anti-gay fueron arrestados. Los miembros del parlamento Svitlana Zalishchuk y Serhiy Leshchenko asistieron a la marcha junto con el embajador sueco en Ucrania, Andreas von Beckerath, y otros diplomáticos extranjeros. Los organizadores instaron a los participantes del orgullo a dispersarse en pequeños grupos y no utilizar el metro de Kiev. El 4 de junio de 2015, el alcalde de Kiev, Vitali Klichkó, como el año anterior, solicitó cancelar el orgullo citando "peligro de provocaciones". Por otro lado, el presidente de Ucrania, Petro Poroshenko, declaró el 5 de junio de 2015 que no había motivo para impedir la marcha.
El 12 de junio de 2016, la tercera marcha del orgullo de Ucrania, denominada «Marcha de la Igualdad», se celebró en Kiev sin incidentes. La marcha de 1500 personas duró cerca de media hora y fue custodiada por más de 5500 policías y 1200 miembros de la Guardia Nacional. 57 personas fueron detenidas por comportamiento agresivo.
El 18 de junio de 2017, el cuarto desfile del orgullo de Kiev, nuevamente denominado «Marcha de la Igualdad», se llevó a cabo en la ciudad sin mayores incidentes con 6 personas detenidas por intentar romper el cordón de seguridad.
El 17 de junio de 2018, se llevó a cabo la quinta marcha del orgullo de Kiev en el centro de la ciudad. Duró menos de una hora y, según la policía de Kiev, asistieron 3500 personas, mientras que los organizadores dijeron que había al menos 5000 participantes. Durante la marcha no se produjeron incidentes graves. Los enfrentamientos estallaron cuando la policía antidisturbios dispersó a 150 manifestantes de extrema derecha que intentaron bloquear la ruta. 57 manifestantes fueron detenidos.

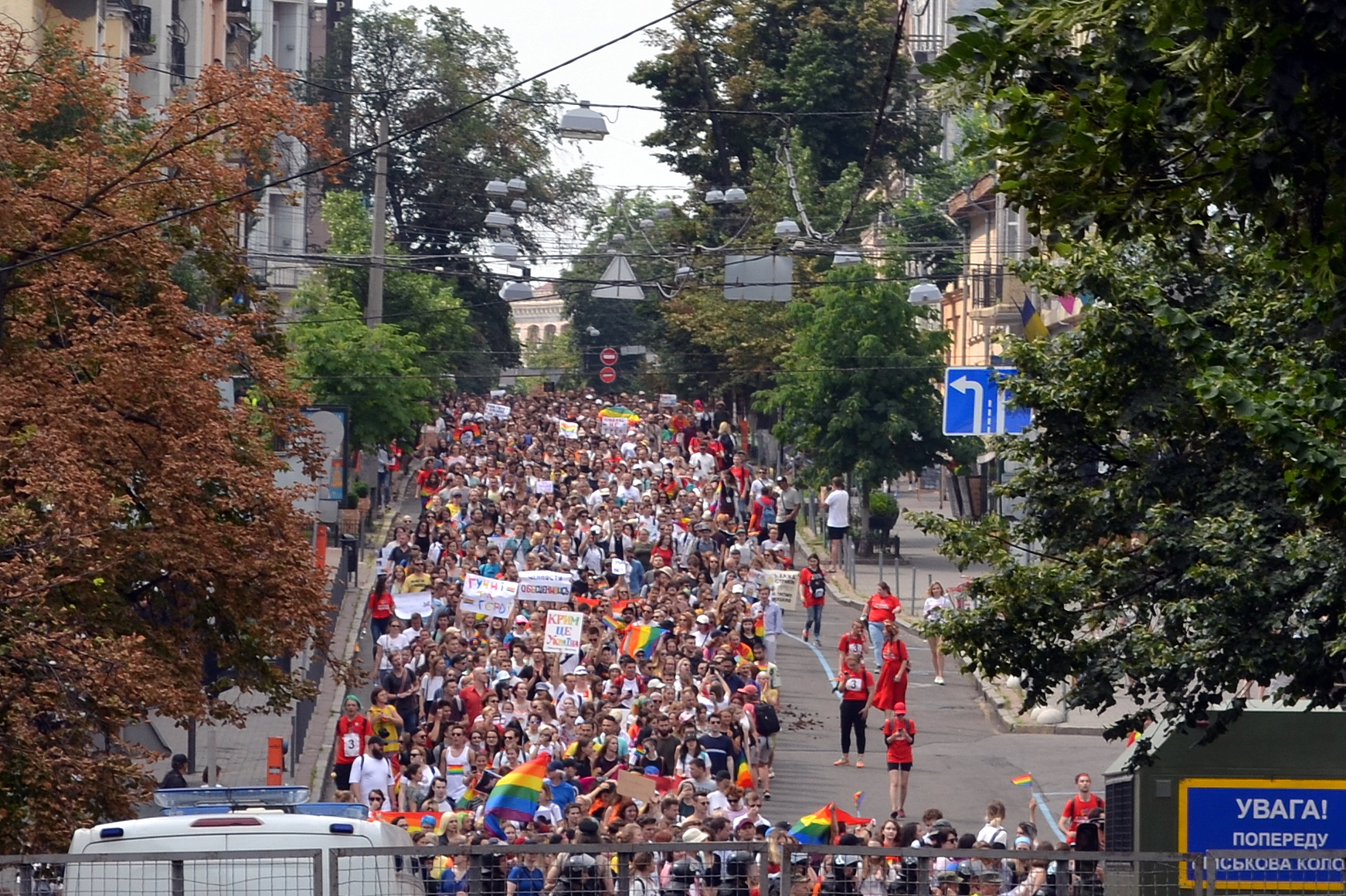
Marcha del Orgullo LGBT de Kiev de 2019.

En junio de 2019, unas 8000 personas marcharon en el desfile del Orgullo de Kiev, entre ellos políticos y diplomáticos extranjeros. El evento fue pacífico y la policía frustró un complot para arrojar condones llenos de excremento humano a los manifestantes. El presidente Volodímir Zelenski, quien asumió el cargo en mayo de 2019, instó a la policía a prevenir la violencia y salvaguardar la seguridad de los participantes.
El 22 de mayo de 2021, tuvo lugar en Kiev una Marcha Trans, organizada por Insight y sus socios KyivPride y Cohort. A la marcha asistieron unos 150 participantes, protegidos por 400 policías y hubo una contramanifestación con aproximadamente 200 opositores. Durante la marcha, varias personas intentaron agredir a los manifestantes, pero la policía lo impidió rápidamente.
La Marcha por la Igualdad KyivPride-2021 tuvo lugar en Kiev el 19 de septiembre de 2021 con entre 5000 y 7000 participantes. Varios cientos de activistas que se oponían a la marcha realizaron su propia manifestación, sin embargo no hubo enfrentamientos entre los dos bandos. A la marcha por la igualdad KyivPride-2021 asistió el embajador de Suecia en Ucrania, Tobias Thyberg, la diputada Inna Sovsun del partido Voz, y la diputada del Ayuntamiento de Kiev del partido Servidor del Pueblo, Yevhenia Kuleba.
Debido a que la invasión rusa de Ucrania en 2022 provocó que muchos ucranianos huyeran del país y las campañas de bombardeo aéreo ruso, KyivPride se llevó a cabo en Varsovia en un evento combinado con el Desfile de la Igualdad de la ciudad el 25 de junio. Además de los derechos LGBT, la marcha también se centró en apoyando a Ucrania y llamando a la paz.